# Robert Roussil
Robert Roussil est un sculpteur québécois né le 18 août 1925 à Montréal, Québec, et mort le 15 mai 2013 dans son atelier de Tourrettes-sur-Loup, France, à l'âge de 87 ans. 

## Biographie
Natif de Montréal, il fait ses études à l'École du Musée des beaux-arts de Montréal. Il s'installe dans la commune de Tourrettes-sur-Loup, dans la région de Provence en France, en 1956,.
Certaines de ses premières œuvres sont qualifiées d'indécentes, et il fait scandale. Il les expose à la librairie d'Henri Tranquille. Ses sculptures, en bois, ciment, bronze, ou acier, sont érotiques, structurelles, abstraites et humanistes. Il a été comparé à Alfred Pellan. Il a été un des fondateurs de la Place des arts, un centre d'artistes, situé près de l'actuelle Place des arts.
Souvent censuré, il gagne un procès contre la ville de Montréal en 1983. En 1949, sa sculpture La famille, creusée à même un tronc d'arbre et représentant des personnages nus, est séquestrée par la police, en raison de la loi interdisant la nudité en public. Cette sculpture fait maintenant partie des collections du Musée des beaux-arts de Montréal.
Dans les années 1990, il développe l'aspect architectural et monumental de ses créations. Ayant exposé dans plusieurs pays, dont la Yougoslavie, il fut l'un des premiers à participer au Symposium international de sculpture de Montréal, en 1964.
Une monographie sur l'homme et l'œuvre, intitulée Roussil écarlate, a été publiée en 1996.
Il a eu 3 fils avec Madeleine Parsons, André, Eric et Claude et une fille, Marianne, avec Danielle Moreau.

## Œuvres

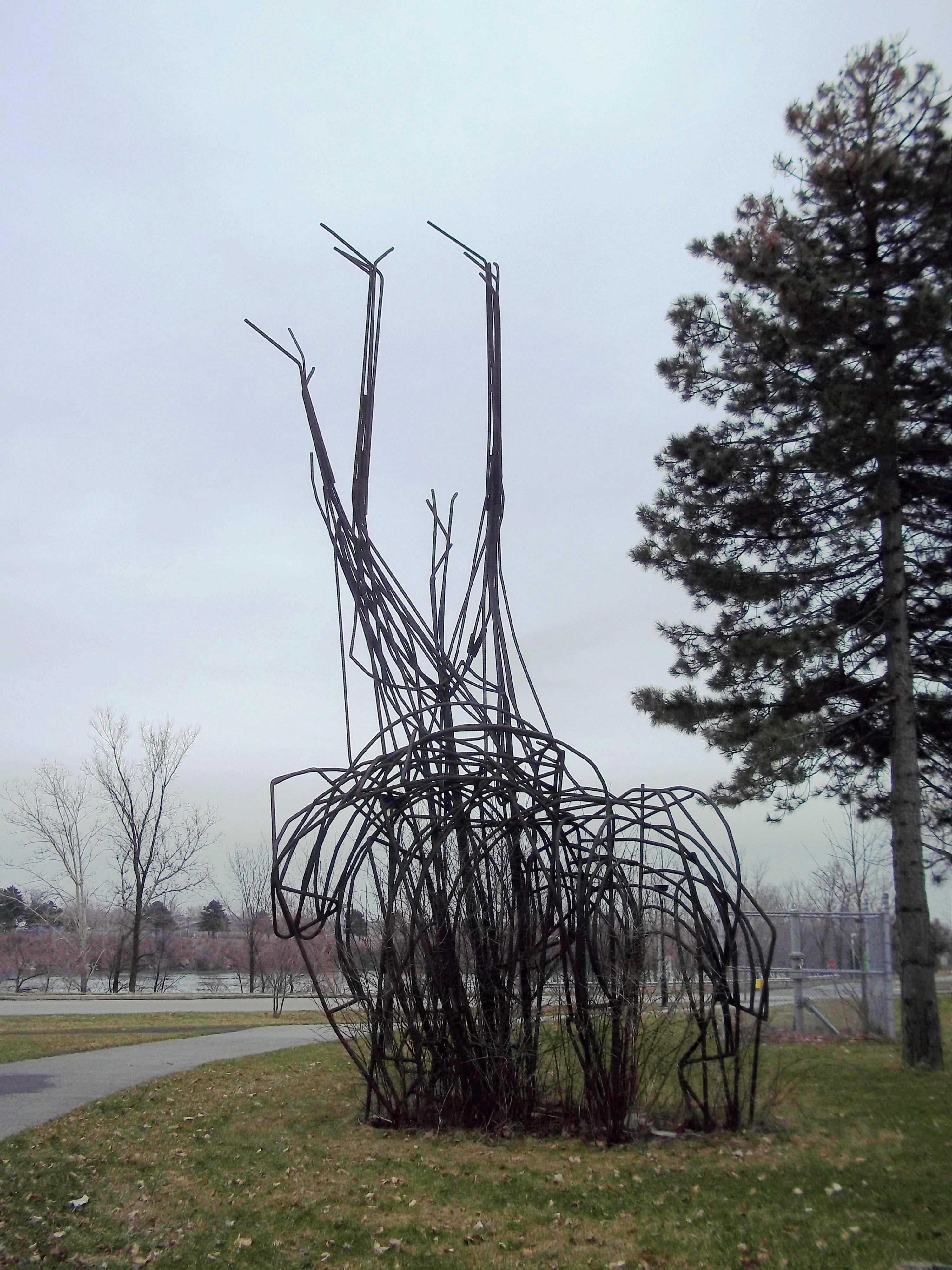
Girafes, 1967 Île Sainte-Hélène
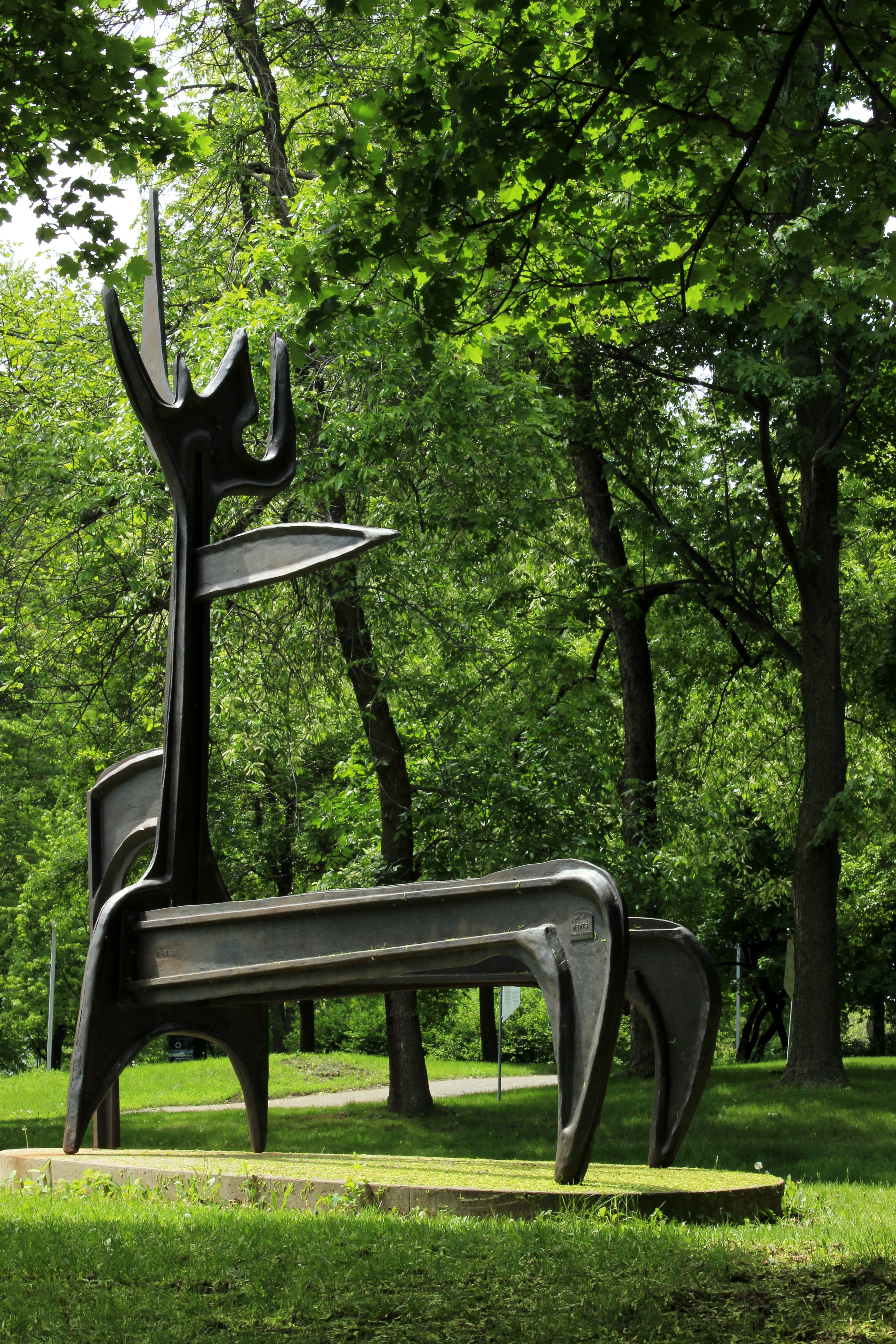
Migration, 1967 Île Sainte-Hélène
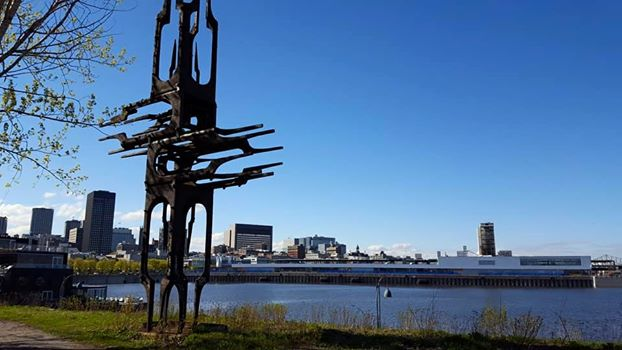
La Grande Fonte, 1974 Vieux-Port de Montréal
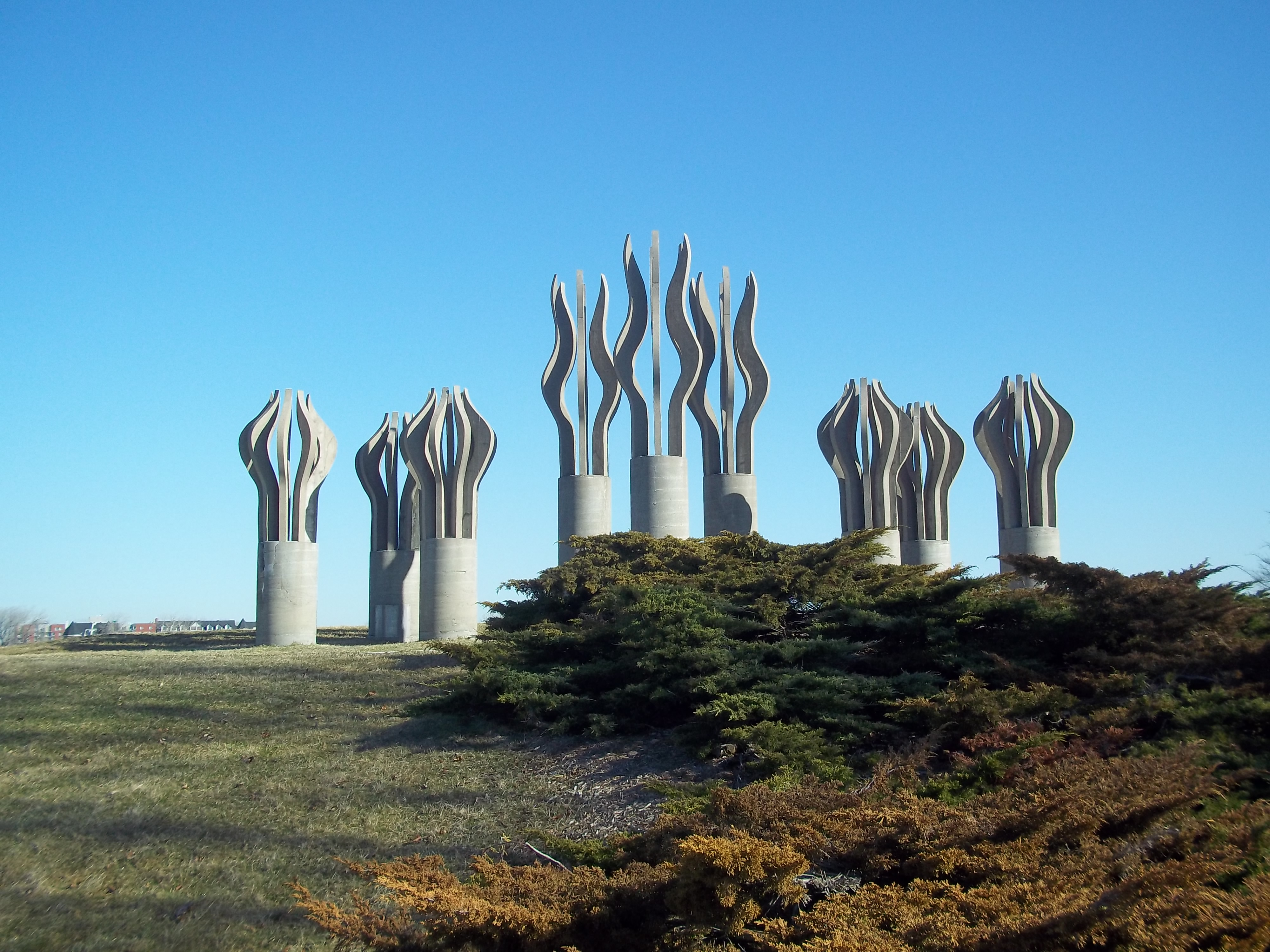
Hommage à René-Lévesque 1988, parc René-Lévesque
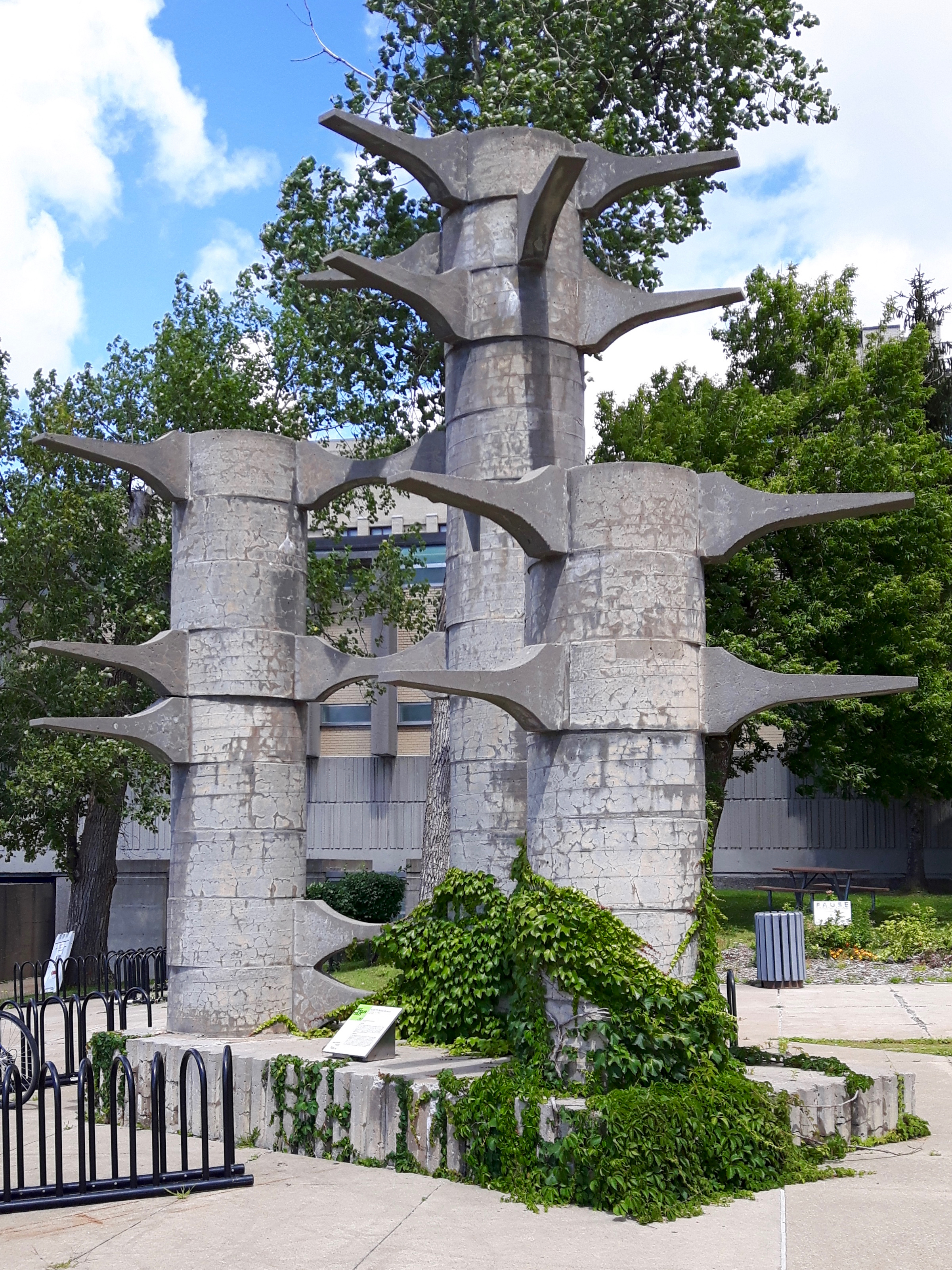
Sans titre, 1985 Université de Montréal
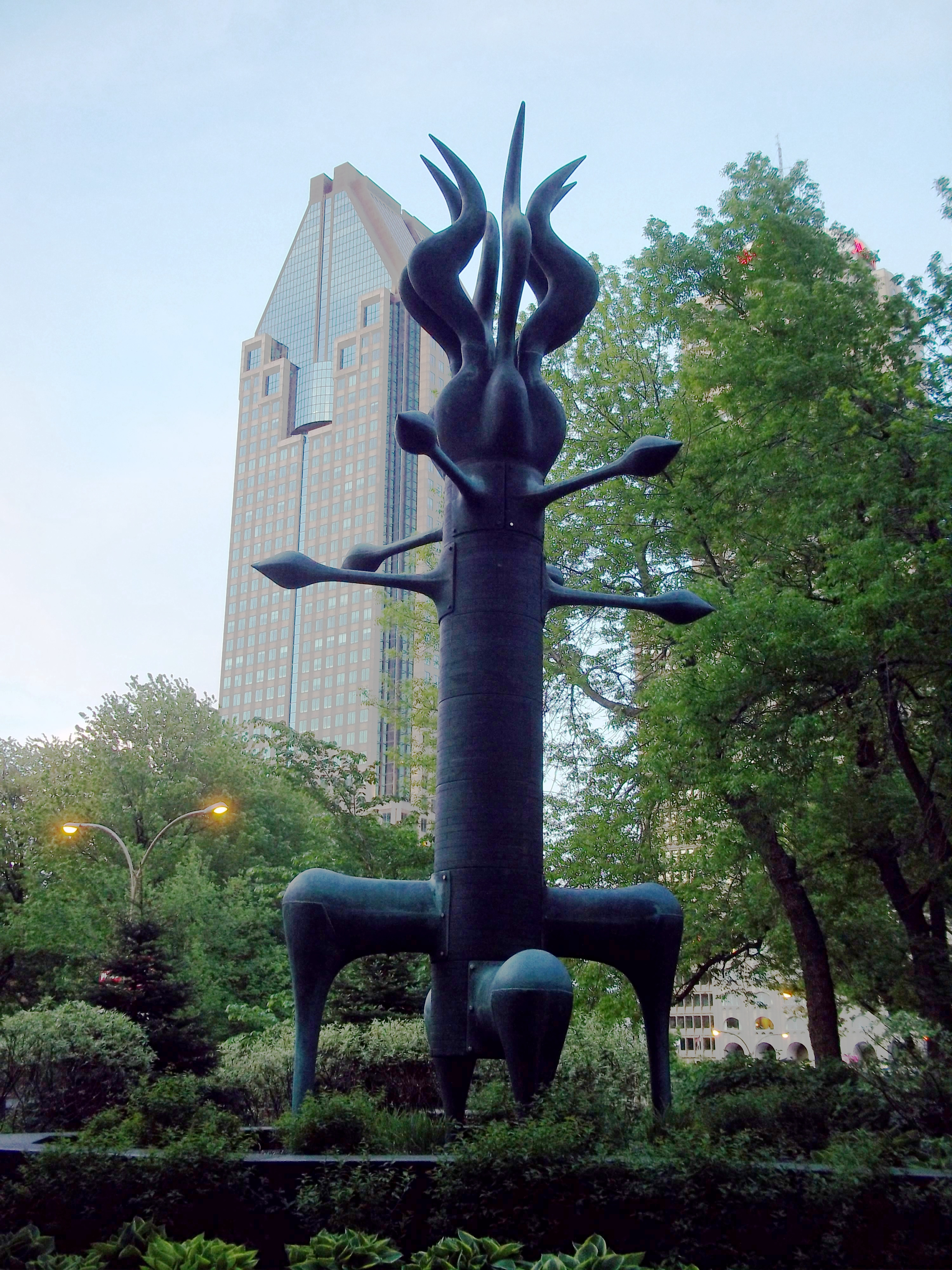
Cactus modulaire, 1986 1100, René-Lévesque Ouest

## Musées et collections publiques
- Carleton University Art Gallery
- Musée des beaux-arts de Sherbrooke
- Musée du Bas-Laurent
- Musée de Lachine
- Musée Laurier
- Musée national des beaux-arts du Québec[10]
- Musée d'art de Joliette